# Приходько, Борис Фёдорович
Бори́с Фёдорович Прихо́дько (20 мая 1939 года совхоз имени Чапаева, Кегичевского района, Харьковской области — 12 января 2021 года, Владивосток) — советский и российский военно-морской деятель, заместитель командующего ТОФ СССР (1983—1989), адмирал-инспектор подводных сил — заместитель адмирала-инспектора ВМФ Главной инспекции Министерства обороны СССР (1990—1991), вице-адмирал (1989).

## Биография
Родился 20 мая 1939 года в совхозе имени Чапаева Кегичевского района Харьковской области в семье общевойскового офицера.
Учился в школах разных городов СССР, куда переезжала семья. Среднее образование получил в г. Благовещенск Амурской области.
С 1956 по 1960 годы — курсант штурманского факультета Тихоокеанского высшего военно-морского училища имени С. О. Макарова.
C 1960 по 1967 годы — командир рулевой группы, с 1962 года — командир штурманской боевой части подводной лодки С-179 проекта 613.
В 1967—1968 годах — флагманский штурман 19-й бригады ПЛ.
В 1968—1969 годах — слушатель Высших специальных офицерских классов ВМФ, которые окончил с отличием.
С 1969 по 1974 годы — помощник командира, с 1971 года — старший помощник командира, с января 1974 года — командир 1-го экипажа атомной подводной лодки К-399 проекта 667А.
В 1974—1976 годах — слушатель Военно-морской академии, которую окончил с отличием.
С 1976 по 1979 годы — начальник штаба — заместитель командира, с 1979 по 1983 год — командир 8-й дивизии 2-й флотилии атомных подводных лодок. Участник дальних походов для несения боевой службы, выполнения задач боевой подготовки и решения специальных задач в различных районах Мирового океана.
С февраля 1982 года контр-адмирал.
В 1983—1990 годах — заместитель командующего флотом по боевой подготовке — начальник Управления боевой подготовки Тихоокеанского флота.
В 1985 году окончил Академические курсы офицерского состава при Военно-морской академии имени Маршала Советского Союза А. А. Гречко.
С февраля 1989 года вице-адмирал.
В 1990—1991 годах — адмирал-инспектор подводных сил — заместитель адмирала-инспектора ВМФ Главной инспекции Министерства обороны СССР.
В 1991—1995 годах — главный капитан-наставник по военно-морской подготовке ОАО «Дальневосточное морское пароходство» с оставлением на действительной военной службе.
С 25 мая 1995 года — вице-адмирал в запасе.
Cкончался 10 апреля 2021 года во Владивостоке на 82-м году жизни после тяжёлой болезни. Похоронен на Морском кладбище.

## Общественная деятельность
Первый председатель Межрегиональной общественной организации “Дальневосточный клуб моряков-подводников Тихоокеанского флота” (2002-2006).
Первый председатель возрожденной общественной организации “Владивостокское Морское собрание” (2003 - 2013).
Внес большой вклад в работу Приморского краевого отделения Русского географического общества – Общества изучения Амурского края и 29 мая 2012 года был избран почетным членом этого общества.
Много лет входил в состав жюри международного телевизионного фестиваля документального кино "Человек и море", который проводит во Владивостоке Всероссийская государственная телерадиокомпания.

## Награды
- Орден «За службу Родине в Вооружённых Силах СССР» 3 степени
- Орден Дружбы I степени (КНДР)
- Именное оружие
- Медали СССР и России
- Ведомственные и общественные награды.